# Luke Youngblood
Luke Youngblood est un acteur britannique, né le 12 juin 1986 à Londres.
Il est surtout connu pour avoir joué dans les deux premiers films de la saga Harry Potter et dans la série télévisée Galavant de 2015 à 2016.

## Filmographie

### Cinéma

#### Longs métrages
- 2001 : Harry Potter à l'école des Sorciers (Harry Potter and the Philosopher's Stone) de Chris Columbus : Lee Jordan
- 2002 : Harry Potter et la Chambre des Secrets (Harry Potter and the Chamber of Secrets) de Chris Columbus : Lee Jordan

#### Court métrage
- 1997 : The IMAX Nutcracker de Christine Edzard : l'assistant du magicien

### Télévision

#### Séries télévisées
- 2000 : Time Gentlemen Please (en) : Jack Raymond (épisode 12, saison 1)
- 2002-2003 : The Story of Tracy Beaker (TV series) (en) : Ben (27 épisodes)
- 2010 : The Whole Truth : ? (épisode 6, saison 1)
- 2010 : Glee : un étudiant (épisode 10, saison 2)
- 2011 : Lie to Me : Kid (épisode 11, saison 3)
- 2011-2015 : Community : Magnitude (15 épisodes)
- 2015-2016 : Galavant : Sid (18 épisodes)
- 2017 : Superior Donuts : Malcolm (épisode 7, saison 1)
- 2017 : Dr. Ken : lui-même (épisode 22, saison 2)

#### Téléfilm
- 2010 : Scooby-Doo et le Monstre du lac (Scooby-Doo! Curse of the Lake Monster) de Brian Levant : le costume de Scooby-Doo